# میربزرگ
سید قوام‌الدین مرعشی ملقب به میربزرگ، از بزرگان سادات مرعشی و مؤسس دودمان مرعشیان تبرستان بود. وی از نوادگان شخصی به نام علی‌المرعش می‌باشد که شجره‌اش با چهار نسل به زین‌العابدین می‌رسد.
ایدئولوژی قیام وی، شیعه اثنی عشری بود که با الهام‌گیری از تعالیم مذهبی و سیاسی رهبران مذهبی سربداران توانست از آن به عنوان مکتبی برای قیام خود استفاده کند.

## زندگی‌نامه

### جوانی
قوام‌الدین مرعشی از مقیمان قریهٔ دابو آمل بود. وی تحصیلات ابتدایی علوم دینی را در همان‌جا گذراند و جهت تکمیل تحصیلاتش به خراسان مهاجرت نمود و در مشهد مقیم گشت. دوران اقامت سید قوام‌الدین در خراسان مقارن با قیام سربداران به رهبری شیخ حسن جوری بود.
نخستین سفر قوام‌الدین به خراسان با قتل شیخ حسن جوری و طرح جانشینی عزالدین‌سوقندی مقارن بوده است و در میان رقابت‌های شمس‌الدین علی و عزالدین‌سوقندی، سید قوام‌الدین به نزد عزالدین‌سوقندی می‌رفت و در همین ایام نیز اربعینی را نزد سوقندی گذراند.
سید قوام‌الدین با توجه به گرایش‌های دوازده‌امامی سربداران که هاله‌ای از تصوف را دربرداشت، تحت تأثیر آنان قرارگرفت و مرید سوقندی گشت. چنانچه بعضی از منابع وی را فرزند سوقندی معرفی کرده‌اند. قوام‌الدین چند بار به خراسان مسافرت می‌نمود و دوباره به آمل بازمی‌گشت. سرانجام عزالدین سوقندی تصمیم گرفت که خراسان را ترک کند و بنابراین به همراه قوام‌الدین راهی تبرستان شد و در همین سفر بود که جانش را از دست داد.

### بازگشت قوام‌الدین به تبرستان
پس از بازگشت سید قوام‌الدین به تبرستان، کیاافرسیاب چلاوی که به تازگی واپسین اسپهبد باوندی را به قتل رسانده بود، به وی اقتدا نمود تا رقیبانش وی را مردی بدون شریعت معرفی نکنند.
سید ظهیرالدین مرعشی، در کتاب تاریخ طبرستان و مازندران و رویان، علت پیروی کیاافرسیاب به قوام‌الدین و فواید این عمل برای قوام‌الدین را اینگونه عنوان می‌کند:
بالضرورة افراسیاب غدار و مکار دست انابت و توبت به دامن عظمت و طهارت حضرت توفیق شعاری زد، تا اهل شرع بر او ایراد نگیرند و نگویند که ارتکاب قتل ملک معظم به سبب مناهی و معاصی و استخفاف شریعت حضرت مصطفوی بوده است.

... چون مردم مازندران آن‌چنان دیدند که رئیس ایشان دست ارادت به دامن سعادت حضرت سید هدایت قباب زده است و سید را مقتدای خود دانسته و مرید با ارادت او شده است… مردم به جوق و فوج‌فوج و گروه‌گروه نزد سید می‌رفتند و توبه می‌کردند و از فسق و فجور بازمی‌آمدند و سیادت پناهی را پیرو مقتدای خود می‌دانستند.
دلیل موافقت قوام‌الدین با درخواست کیاافراسیاب، این بود که هواداران قوام‌الدین نیز با این کار بیش‌تر می‌گشتند. چنان‌که منوچهر ستوده در کتاب درویشان مازندران می‌نویسد:
خواص برای اینکه وضع و موقع خود را استوار و پایدار سازند و عوام بدان سبب که سهم بیشتری از دنیا بگیرند و با خواص بر سر یک سفره بنشینند.
پس از مدتی کیاافرسیاب با عده‌ای از علما به مشورت نشست. نتیجهٔ این مشاوره با جمعی از فقها و علمای آمل که بر قوام‌الدین حسادت می‌ورزیدند، این بود که جهت جلوگیری از اختلال در امور ملک و مال، افراسیاب را به اجتناب از روش سید و تشکیل محکمه‌ای برای وادار کردن قوام‌الدین به دست کشیدن از بدعت درویشی ترغیب نمودند.
سپس قوام‌الدین را در بازار آمل بازداشت نمودند و محبوس کردند. پس از حبس سید قوام‌الدین، کیاافراسیاب با چندتن از افراد خاندان آل‌جلال صلح نمود و درخواست مشاوره با آنان را صادر نمود و این موضوع نشان می‌دهد قوام‌الدین هواداران بسیاری یافته‌بود که کیاافراسیاب را مجبور به صلح با دشمنان پیشینش نمود. هم‌زمان با حبس قوام‌الدین، یکی از فرزندان وی به مرض قولنج، درگذشت و مردم این واقعه را از کرامات سید دانستند و مصمم به آزادی وی گشتند و بدین ترتیب قوام‌الدین آزاد شد.

### جلالک مار پرچین
درویشان و فرزندان ثابت قدم و صابر باشند و تفرقه را بر خاطر راه ندهید و مطمئن باشید و طریق سپاهی‌گری آنچه شرط است به جای آرید و بر خصم در محاربه مبادرت نمایید و در مقام رضا و تسلیم اقدام نمایید و بدانید که آنچه مقدر است سمت ظهور خواهد یافت.

— توصیه‌های میربزرگ به حامیانش
— ظهیرالدین مرعشی، صفحهٔ ۱۷۸
سید قوام‌الدین مرعشی، پس از رها شدن از حبسش، همراه با حامیان و اقوامش به دابو رفت و آمادگی دفاعی خود را افزایش داد. تدابیر دفاعی وی به سان یک فرماندهٔ محلی و سرداری با سوابق سپاهی‌گری بود. در جنگی که در سال ۷۶۰هجری با نام جلالک مار پرچین رخ داد، درویشان مازندران پس از به آب‌بستن زمین، موجب گل شدن آن گشتند و سپس به رهبری قوام‌الدین توانستند در جنگ بر سپاهیان چلاوی غلبه کنند. در این پیکار کیا افراسیاب چلاوی و دو تن از پسرانش به قتل رسیدند. پس از آن نیز عده‌ای که از معرکه گریخته بودند توسط سپاهیان مرعشی کشته شدند.
عده‌ای از حامیان و فرزندان کیا افراسیاب نیز به همراهی اسکندر شیخی از میدان جنگ گریختند و به لاریجان و از آنجا به رستمدار فرار کردند. از آنجا به شیراز کوچیدند و بعد هم به خراسان خرامیدند و تا زمان استیلای امیر تیمور گورکانی، در دارالسلطنه هرات قرار داشتند.

## تأسیس دودمان مرعشیان
در پی خروج چلاویان از آمل، قوام‌الدین و جمعیت طرفدارش با ذکرالله‌اکبر و صلوات، شهر را به تصرف درآوردند. سپس قوام‌الدین در مصلای شهر سخنرانی نمود. وی در این سخنرانی پس از آن‌که در باب عقاید دینی، سیاسی، اجتماعی و اقتصادی سخنانی را نقل نمود. وی سپس ازقدرت کناره گرفت و حکومت را به فرزندان خود واگذار کرد. این تصمیم میربزرگ به جهت رسیدگی به امور دینی و معنوی مردم بود. ظهیرالدین مرعشی به نقل از میربزرگ می‌نویسد:
من به جز عزلت و گوشهٔ کلبهٔ فقر، چیزی دیگر اختیار نمی‌کنم و شما را تا مادام که بر طریق مستقیم سلوک کنید، در اوقات صلوات به دعای خیر یاد می‌آورم و استعانت و توفیق از حضرت واهب العطایا مسألت می‌نمایم.

### انتخاب جانشین
نخستین اقدام حکومتی سید قوام‌الدین، برگزیدن جانشین بود. وی ابتدا فرزند بزرگ خویش عبدالله را برای این امر برگزید ولی عبدالله با اظهار تمایل به زهد و گوشه‌گیری این پیشنهاد را رد نمود. سپس قوام‌الدین فرزند دیگرش، کمال‌الدین، را انتخاب کرد. کمال‌الدین این خواسته را پذیرفت تا پدر را به دلیل کهولت سن، در ادامهٔ راه یاری نماید.

## نبردها
در زمان حیات میربزرگ، وی و فرزندانش اقدام به چندین نبرد مهم نمودند که چنین بوده‌اند:

### نبرد با جلالیان
پس از آن که کمال‌الدین رهبری حکومت را پذیرفت، برادر دیگر خود، رضی‌الدین را حاکم آمل اعلام کرد. در این هنگام، جلالیان در ساری لشکری فراهم نموده و با تمام قوا پیش به سوی آمل در حرکت بودند و در مامطیر نیز اردو برپا کرده‌بودند تا مانع شکل‌گیری حکومت سادات شوند.
همان‌طور که هواداران میربزرگ در ساری نفوذ داشتند، گویا جلالیان نیز به طرفدارانشان در حوالی آمل دلبسته بودند که ساری را ترک نموده و به آنجا لشکر کشیدند.
فرزندان میربزرگ با تذکر به پدر خویش دربارهٔ جلالیان، از وی خواستند که در این نبرد شرکت نماید و دست از عزلت بکشد. سید قوام‌الدین نیز بدون هیچ مقاومتی درخواست فرزندان را پذیرفت. سپس میربزرگ هوادارانش را بر دفع «فتنه» فراخواند و خود نیز به میدان نبرد آمد. در نبرد پاول‌رود (باول‌رود)، که بین دو سپاه صورت گرفت کیا جلالیان شکست سختی متحمل شده و عقب‌نشینی نمودند و بدین ترتیب مامطیر فتح شد. عقب‌نشینی کیافخرالدین جلال به ساری و کیا وشتاسف به قلعه توجی، بیانگر استمرار خطر جلالیان بوده است. پس از قتل عبدالله، فرزند ارشد میربزرگ، سید قوام‌الدین آنان را همدست چلاویان و مجری طرح آنان معرفی نمود و فرمان انتقام را صادر نمود که موجب شد کمال‌الدین به قلمرو جلالیان تهاجم نماید. در پس این یورش، کیافخرالدین جلال و سپس کیا وشتاسف به همراه فرزندانشان کشته‌شدند.
کمال‌الدین در ساری مستقر گردید و حکومت آن شهر را به دستور پدر به عهده گرفت و در سال ۷۶۹ هجری، دستور حفر خندق و بنیاد برج و بارو را در شهر داد. همچنین کمال‌الدین با یکی از دختران کیاوشتاسف ازدواج نمود و به درخواست یکی از زنان کیاوشتاسف، او را در پارچه‌های کتانی و با احترام به خاک سپردند.
پس از فتح ساری، مرعشیان با سرزمین‌های زیر هم‌مرز شدند:
- استرآباد به رهبری امیرولی استرآبادی در شرق
- رستمدار به فرمانروایی ملک قباد پادوسبانی در غرب
- سوادکوه به فرمانروایی کیااسکندر سیاوش سخت‌کمان
- فیروزکوه کیاجلال متمیر در جنوب
- تنکابن و قزوین در جنوب‌غربی[۱۹]

### نبرد در جنوب
۷۶۰ میلادی - چلاویان

  ۷۶۹ میلادی - جلالیان

  ۷۷۴ میلادی - کیا اسکندر و ۷۷۶ - کیاجلال متمیر

  ۷۸۳ میلادی - پادوسبانیان

  ۷۹۰ میلادی - قزوین و طالقان

  ۱۳۶۷ میلادی - ناصروندان در بیه‌پیش گیلان (برای کمک به کیاییان)

فیروزکوه و سوادکوه، مرعشیان را به خراسان و قومس نزدیک می‌کردند. بنابرین کمال‌الدین به سوی سوادکوه لشکرکشی نمود. مسیر این لشکرکشی از منطقهٔ لپور می‌گذشت که جایگاه خاندانی به نام کیائیان بیستون نیز بود. کمال‌الدین هدایایی به این خاندان اهدا نمود و با دختر کیاحسن کیابیستون وصلت نمود.
کیااسکندر سیاوش سوادکوه را تسلیم نمود ولی کیاجلال متمیر به مقاومت ادامه داد تا آنکه با رسیدن فصل پاییز، مرعشیان مجبور به ترک منطقه و بازگشت به ساری شدند. با رسیدن بهار، ارتشی با حمایت رضی‌الدین، حاکم آمل، به این ناحیه بازگشت ولی علی‌رغم فتح سریع فیروزکوه، کیاجلال متمیر هنوز در قلعه مقاومت می‌نمود. سید فخرالدین در پیامی، کیاجلال متمیر را دعوت به تسلیم نمود و کیاجلال نیز با فرستادن هدایایی، از وی مهلت خواست. این هملت به درازا کشید و فصل پاییز دوباره رسید. مرعشیان نیز مجبور به ترک آنجا شدند. بدین شکل، فرزندان میربزرگ در سال ۷۷۶هجری، نزد پدر رفتند و از وی کمک خواستند. در این هنگام سید علی‌کیا نیز به میربزرگ پناهنده شده‌بود. میربزرگ بر سر این مسئله با سیدعلی مشورت نمود و سرانجام وی گفت که شخصأ در این نبرد شرکت خواهد نمود. سپس مرعشیان از حاکمان رستمدار خواستند که به عهد خود عمل نموده و در این نبرد آنان را همراهی کنند ولی آنان پیمان‌شکنی نمودند.
پس از شروع نبرد و رسیدن خبر حضور سادات گیلان به گوش جلال متمیر، وی اعلام نمود که به شرط میانجیگری علی کیا و دریافت امان‌نامه‌ای برای فرزندانش، تسلیم خواهد شد. پس از انجام درخواست‌های کیاجلال، او درهای قلعه‌اش را گشود و طبق پیامش تسلیم شد. پس از تسخیر دژ، سادات مرعشی اموال دیوانی و اموال باقی‌مانده از دوران حکومت باوندیان را جدا نموده و اموال کیاجلال متمیر را به وی بازگرداندند. او نیز بخشی از این اموال را به سادات گیلان و بخش دیگری را به سادات مرعشی اهدا نمود. پس از آن نیز کیاجلال را به ساری منتقل نمودند و قلعهٔ فیروزکوه را از آن پس به عنوان انبار ذخایر محفوظ داشتند.

### نبرد با پادوسبانیان
سید رضی‌الدین، حاکم آمل، با بهانه قرار دادن ظلم حکام رستمدار بر درویشان و حامیان مرعشیان، از پدر و برادر خویش، دربارهٔ برخورد با پادوسبانیان کسب تکلیف نمود. سید قوام‌الدین نیز در پاسخ به این سؤال اینگونه پاسخ داد:
ملوک رستمدار از آنچه فقرا و صلحا کردند، درویشان ما نیز در مقام انتقام برآیند. اکنون به هرچه صلاح شما می‌دانید، بر آن موجب قیام نمایید که حق‌تعالی موافق است.
سرانجام در سال ۷۸۱ هجری، سید رضی‌الدین نامه‌ای به ملک عضدالدوله قباد دوم پور شاه غازی نگاشت و او را به تسلیم دعوت نمود ولیکن قباد نپذیرفت. سپس رضی‌الدین با اجازهٔ میربزرگ، یکی از برادرانش به نام سید فخرالدین را به عنوان حاکم رستمدار معرفی نمود.

#### میراندشت
نخستین نبرد با پادوسبانیان اندکی پس از مرگ میربزرگ در میراندشت رخ داد. در این نبرد نیروهای مرعشی، توانستند بر پادوسبانیان غلبه کنند، ملک قباد به کجور عقب‌نشینی نمود و رستمدار به تصرف سادات درآمد. سید رضی‌الدین و فخرالدین تا حوالی کجور قباد دوم را تعقیب نمودند و در سرزمین ناتل، به روستای واتاشان رسیده و آنجا را مرکز عملیات جنگی اعلام نمودند و رستمدار را نیز از همان‌جا کنترل می‌کردند.

#### لکتر
در بهار سال ۷۸۳ه‍ق ملک قباد دوم در صحرایی به نام لکتر به نیروهای مرعشی شبیخون زد و به آن‌ها ضربات سنگینی وارد ساخت. چنانچه نزدیک بود که سادات منهدم گردند. اما صبح روز بعد، در نبردی که بین دو سپاه درگرفت، ملک قباد دوم کشته شد. پس از آن رستمداریان علی‌رغم ادامهٔ مقاومتشان، شکست خوردند و قلعه‌های کجور، کلار، هرسی و آبدان توسط سادات فتح شدند. پس از آن نیز سید فخرالدین، واتاشان را به عنوان پایتخت خویش برگزید.

## مرگ میربزرگ

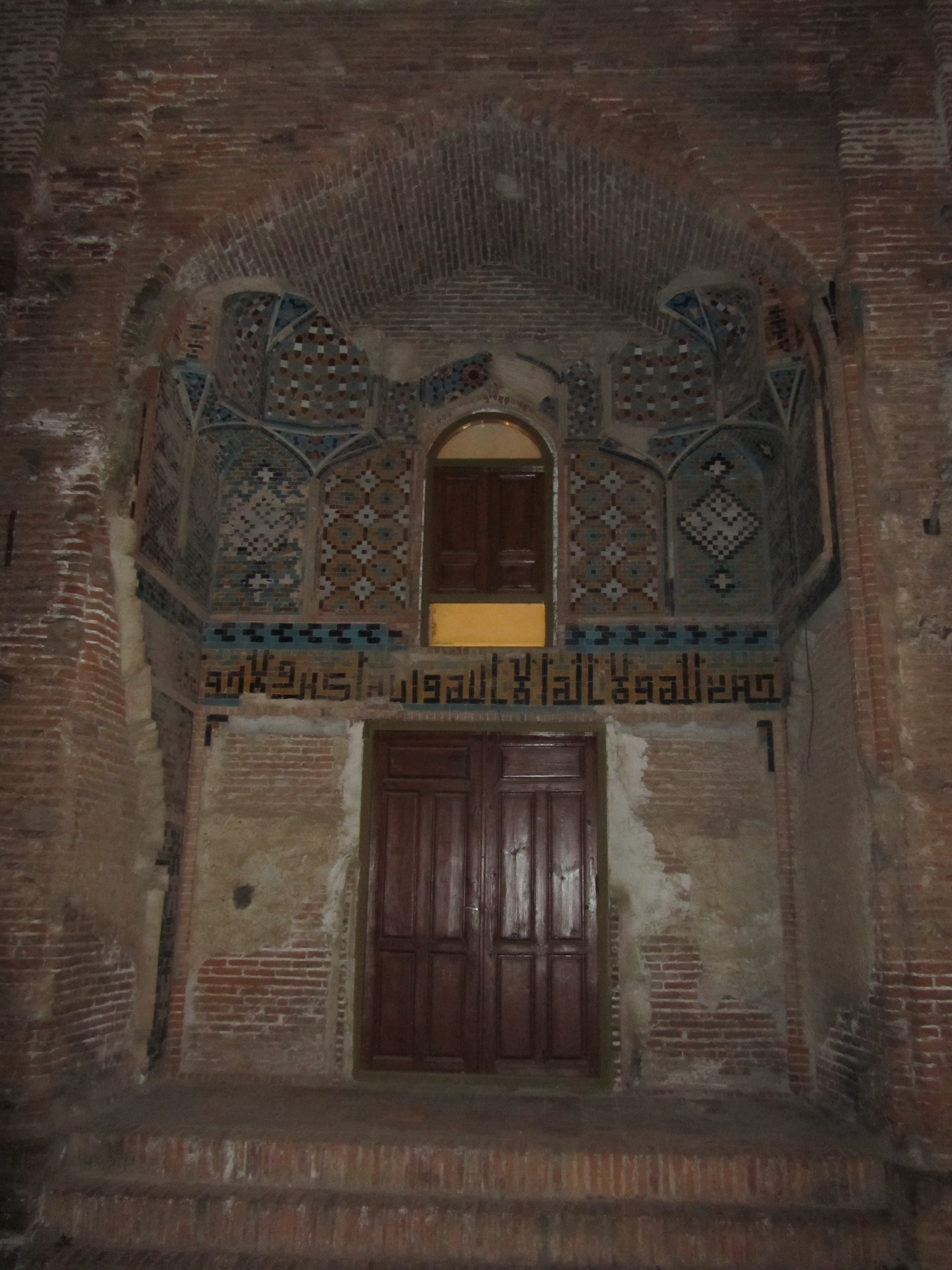
ورودی مشهد میربزرگ.

زمان مرگ میربزرگ در بین مورخین گوناگون است. چنانچه ملاشیخعلی گیلانی آن را ۷۸۱هجری عنوان کرده یا ظهیرالدین مرعشی، در کتاب تاریخ طبرستان و مازندران و رویان، این اتفاق را در سال ۷۸۱ یا ۷۸۲ه‍ق ذکر می‌کند ولی در همین کتاب چندبار در وقایع سال‌های ۷۸۲ و ۷۸۳ه‍ق به این موضوع اشاره شده است که سید رضی‌الدین و فخرالدین شرح لشکرکشی‌هایشان را به شکل فتح‌نامه برای میربزرگ می‌فرستادند. همچنین آمده است، فخرالدین آن‌گاه که پس از دو سال جنگ، برای بار دوم، عازم قزوین بود، خبر بیماری پدرش را شنیده و به آمل رفت؛ سنگسری با اشاره به این مطالب، تاریخ وفات میربزرگ را محرم سنهٔ ۷۸۴ می‌داند.
میربزرگ با سابقهٔ ۲۰ سال حکومت و حدود ۷۰ سال سن، به بستر بیماری افتاده بود. به گفتهٔ ظهیرالدین، وی در بارفروش‌ده به «مرض طاری» دچار شد.
گویا سید قوام‌الدین از رضی‌الدین رنجشی داشته که موجب گشته وی با پادرمیانی برادرانش به بستر پدر آید. همچنین گفته شده، رضی‌الدین در آن هنگام، از میربزرگ طلب عفو می‌نمود. پس از مرگ میربزرگ، پیروان و هوادارانش، پیکر او را از بارفروش‌ده به آمل منتقل کرده و در همان‌جا دفنش نمودند. سپس بر مقبره‌اش گنبدی ساختند که اتمام آن را در سال ۸۱۴ هجری ذکر نموده‌اند.

## آرامگاه

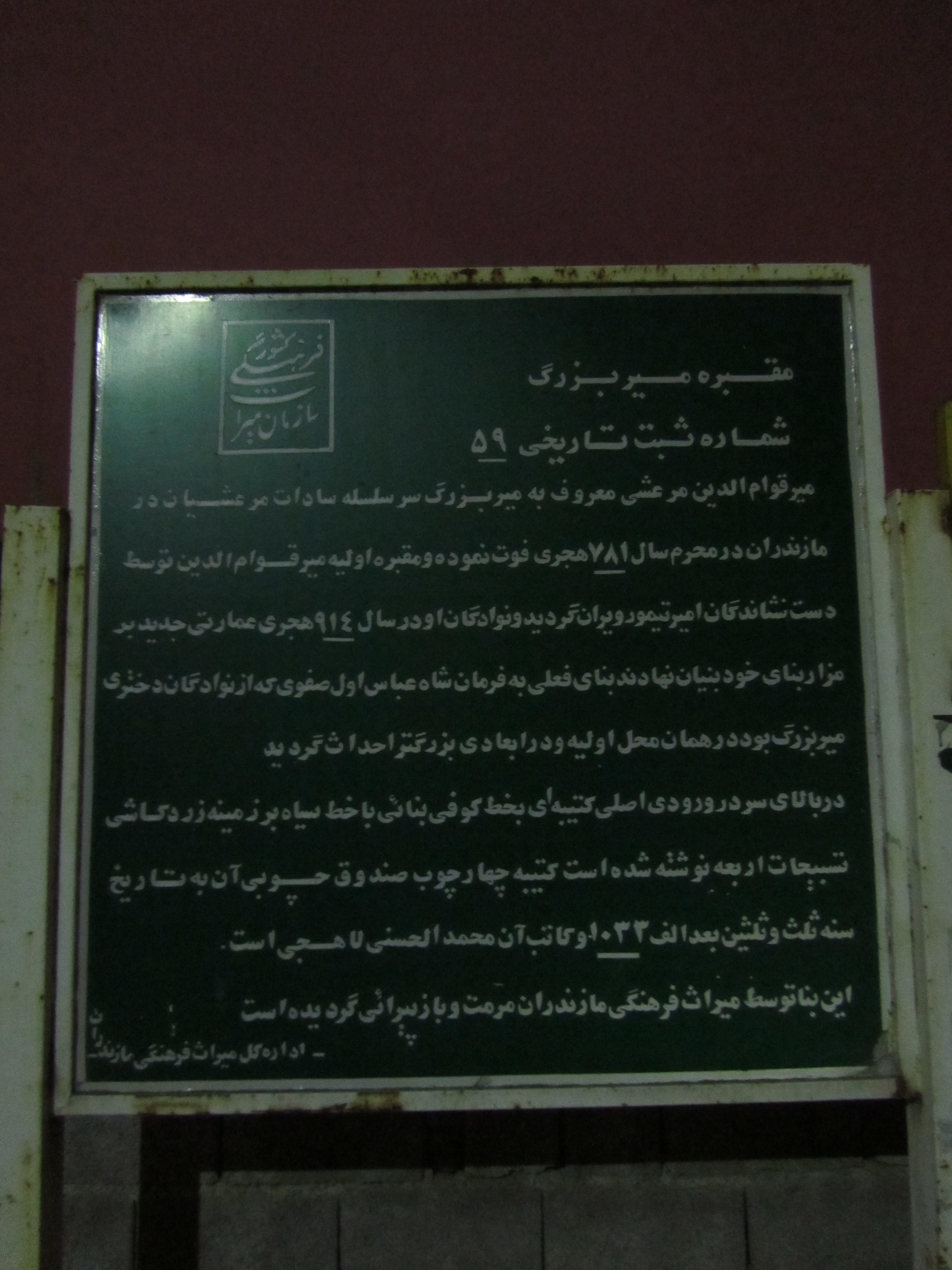
تابلوی راهنما در آرامگاه

ساختمان اصلی بقعه میربزرگ متعلق به قرن هشتم هجری قمری است که با طرحی چهار ضلعی ساخته شده ولی ساختمان کنونی آن به قرن یازدهم هجری و دوره صفوی مربوط می‌باشد. این بقعه از نظر ویژگی‌های معماری، تزئینات، کاشی‌کاری نماها و خصوصاً سر در ورودی، اهمیت تاریخی دارد.
این بقعه صندوق چوبی نفیسی داشت که دراثر آتش‌سوزی نابود شد و تنها چهار چوب آن باقی مانده است. بر روی این چهارچوب تاریخ ۱۰۳۳ هجری قمری حک شده است. بنای فعلی بقعه در دو طبقه احداث گردیده که با توجه به کثرت اتاق‌ها و شیوهٔ معماری، به احتمال قریب به یقین به عنوان مدرسه، خانقاه، مسجد و غیره مورد استفاده قرار می‌گرفته.